# 布鲁斯·德雷恩
布鲁斯·T·德雷恩（英語：Bruce T. Draine，1947年11月19日—），出生于加尔各答，美国天体物理学家。